# Leave Me Alone
 (mai 2010).
Si vous disposez d'ouvrages ou d'articles de référence ou si vous connaissez des sites web de qualité traitant du thème abordé ici, merci de compléter l'article en donnant les références utiles à sa vérifiabilité et en les liant à la section « Notes et références ».
Singles de Michael Jackson
Smooth Criminal
(1988) Liberian Girl
(1989)
Pistes de Bad
Smooth Criminal
(10) Streetwalker
(12)
Leave Me Alone est une chanson de Michael Jackson qui figure sur l'album Bad. D'abord absente des pressages des vinyles originaux de 1987, elle apparaît en tant que titre bonus sur les pressages CD de l'album à partir de 1989, puis devient la 11e piste sur tous les CD. Leave Me Alone sort en février 1989 comme huitième single extrait de Bad.
Les paroles de Leave Me Alone dénoncent l'acharnement médiatique dont le chanteur est victime depuis le milieu des années 1980 ainsi que les rumeurs à son sujet qui apparaissent fréquemment dans la presse à scandale.
La chanson a été un succès, atteignant le Top 10 dans plusieurs pays (Irlande, Grèce, Royaume-Uni, Espagne, Italie, Nouvelle-Zélande). Elle a de plus été généralement bien accueillie par la critique. Le titre devait être joué durant le Bad World Tour et le Dangerous World Tour avec une performance de danseurs prenant le rôle de journaliste et poursuivant le chanteur mais sa programmation a été annulée par faute de temps de répétition.

## Sujet
La chanson se veut une contre-attaque de Michael Jackson face aux journaux de la presse à scandale. En effet, à partir du milieu des années 1980, les tabloïds ont commencé à publier une multitude de fausses histoires au sujet du chanteur. Par exemple, l'une des premières affirmait que Michael Jackson dormait dans un caisson hyperbare pour ralentir son vieillissement. Une image de lui dans la presse le montrait effectivement couché dans ce genre de caisson. Michael Jackson ayant été brûlé au cuir chevelu lors du tournage d'une publicité pour Pepsi le 27 janvier 1984, il s'agissait en fait d'un traitement qu'il subissait à l'hôpital car ce type de caisson permet une meilleure cicatrisation des peaux brûlées.
Michael Jackson a parfois joué de son image en se créant un personnage à la fois mystérieux et fascinant dans le but de faire parler de lui. Dans ce sens, il a défini le marketing artistique moderne, grâce à des coups médiatiques et des apparitions rares mais maîtrisées. S'ajoute à cela une personnalité extravagante et unique qui a construit son propre univers autour d'elle (ex : avec le ranch de Neverland). Cependant, cette stratégie de communication s'est également retournée contre lui. Des médias sensationnalistes et sans complaisance ont fait leurs choux gras en écrivant fausses rumeurs et exagérations en tout genre sur le chanteur, tout cela afin d'en faire un personnage bizarre mais très vendeur. C'est ce qui est arrivé avec l'histoire du caisson hyperbare, histoire qui s'est retournée contre Michael Jackson qui voulait au départ publier la photo pour en faire un coup médiatique.

## Chanson

### Genèse
Leave Me Alone fait partie du premier groupe de chansons travaillées dès 1985-1986 pour l'album, avec Matt Forger et John Barnes, au sein du studio familial d'Encino. Michael Jackson tonitrue dans cette chanson des supplications pour qu'on le laisse tranquille : 
« La chanson traite d'une relation entre un garçon et une fille, mais ce que je dis vraiment s'adresse aux gens qui me dérangent. » - Michael Jackson
Ainsi, ce sont les médias qu'il interpelle ici, eux qui s'acharnent plus que jamais sur lui dans cette seconde moitié des années 1980.

### Composition
Musicalement, le titre est un funk synthétique sur lequel Larry Williams et Greg Phillinganes s'amusent. Seuls maîtres à bord, leurs synthétiseurs dictent au morceau leurs lois purement numérique. Les riches accords poussent une réverbération des sons très intéressante que la voix de Michael nourrit, étant passée à plusieurs moments au filtre de l'écho avec une superposition en plusieurs couches. Le seul véritable instrument est la guitare de Paul Jackson Jr. qui, dans tout ce délire musical spatio-temporel, conduit le morceau avec brillance et rationalité.

## Postérité
Michael Jackson fut probablement le chanteur le plus harcelé par les journalistes, d'où une volonté de se protéger, et plus tard, de protéger ses enfants. Le travail de désinformation des médias sur l'artiste sera particulièrement visible lors des affaires d'abus sexuel sur mineur de 1993 (Chandler) et de 2003 (Arvizo), accentué par une certaine naïveté et générosité d'âme chez le chanteur.
D'autres chansons de Michael Jackson postérieures à Leave Me Alone dénoncent le système médiatique et le harcèlement subi par la presse à scandale : Why You Wanna Trip On Me (1991), Scream, This Time Around et Tabloid Junkie (1995), Ghosts et Is It Scary (1997), Privacy (2001).

## Certifications
| Pays              | Certification | Date       | Unités certifiées |
| ----------------- | ------------- | ---------- | ----------------- |
| Royaume-Uni (BPI) | Argent        | 01/09/2023 | 200 000           |

## Vidéoclip

### Création
Le réalisateur Jim Blashfield, connu pour ses univers surréalistes et sa technique d'animation d'objets, est sollicité pour mettre en scène ces excentricités dont Michael Jackson se rendait coupable au regard des médias. Si trois jours de tournage suffisent pour mettre en boîte les différentes séquences filmées de la vidéo, neuf mois de postproduction seront nécessaires pour détourer au couteau X-Acto, sur la pellicule original 35 mm, les nombreux personnages, animaux et objets qui serviront à créer les animations de l'univers riche et étrange du vidéoclip.

En 2014, Jim Blashfield détaille la postproduction :
« Michael était vraiment très ouvert à l'idée de mettre en scène ses interventions de chirurgie plastique en faisant apparaître un nez et un scalpel ; c'était juste génial [...] Vous voulez savoir pourquoi cela a duré neuf mois ? [...] Parce que chacun des éléments [paon, plante verte, théière, etc.] est réalisé à partir d'images fixes empilées les unes sur les autres et collées sur un morceau de verre [puis photographiées pour être incrustées dans la vidéo]. Dans n'importe quelle scène, regardez combien d'objets différents se mettent en mouvement : chacun devait avoir son propre tournage. Le détourage du « splash » qu'on voit tout au long de la vidéo nous a pris un temps si considérable que nous n"en avons réalisé qu'un seul, que nous avons dupliqué [...] Un gars ne s'est occupé que de ce « splash » ; il a travaillé dessus pendant des semaines, je pense. Il était également responsable des cheveux de Michael [...] Il était assis sur un grand tabouret, courbé, avec ces lunettes bizarres que les bijoutiers portent, et il découpait la pellicule millimètre par millimètre. »

### Contenu
Le clip, qui mélange prises de vue réelles avec des séquences animées, tourne en dérision les rumeurs stupides qui circulent à son propos : du caisson à oxygène dans lequel il dormirait jusqu'à une prétendue tentative d'acheter les ossements de Joseph Merrick, l'« Elephant Man ».
Parmi les nombreuses séquences d'animation remarquables, on peut retenir celle de la danse avec le squelette de Joseph Merrick. Bubbles, le chimpanzé du chanteur, s'invite dans le clip et tournoie autour de l'avion ridicule que pilote son maître à travers un parc d'attractions dont il est à la fois le spectateur, le décor et le monstre de foire. À la fin de la vidéo, qui rend par ailleurs un fervent hommage à Elizabeth Taylor, un Michael Jackson géant s'anime, brise la structure du parc qui l'enserre et se libère de l'emprise de ce délire savamment organisé.

### Crédits
- Réalisateur : Jim Blashfield
- Producteurs : Jim Blashfield, Paul Diener, Michael Jackson, Frank DiLeo
- Acteur principal : Michael Jackson
- Figurant : Bubbles
- Tournage : Culver City (Californie)
- Date : janvier 1988
- Durée : 4'39

### Récompenses
- Grammy Award du meilleur clip en 1990
- MTV Video Music Awards 1989 des meilleurs effet spéciaux[3]
- Cannes Gold Lion Award des meilleurs effet spéciaux

## Liste des titres
- 33 tours / Mini CD

1. Leave Me Alone – 4:40
2. Don't Stop 'Til You Get Enough – 6:04
3. Human Nature – 4:05

- 45 tours

1. Leave Me Alone – 4:40
2. Human Nature – 4:06

- Maxi-CD

1. Leave Me Alone – 4:40
2. Don't Stop 'Til You Get Enough (Single Version) – 3:55
3. Human Nature – 4:05
4. Wanna Be Startin' Somethin' (12" version) – 6:30

- Visionary (face DVD)

1. Leave Me Alone (Music video) – 4:36
2. Leave Me Alone (Album version) – 4:40
3. Another Part of Me (Extended Dance Mix) – 6:18

### SingleLeave Me Alone
Audio(CD)
1. Leave Me Alone – 4:41

Vidéoclip (DVD)
1. Leave Me Alone (Official Video) – 4:39

## Crédits
- Écrit et composé par Michael Jackson
- Michael Jackson : voix principale, chœurs, voix synthétisée
- Larry Williams et Greg Philliganes : synthétiseurs
- Paul Jackson Jr. : guitare
- Casey Young : synclavier
- Producteurs : Quincy Jones et Michael Jackson
- Ingénieurs du son : Matt Foger et Bruce Swedien
- Arrangements rythmiques et vocaux : Michael Jackson
- Programmation synthétiseurs : Larry Williams et Casey Young
- Mixage : Bruce Swedien
- Enregistrement : Westlake Studios, Studio D, Los Angeles

## Divers
- Le vidéoclip de Leave Me Alone est inclus dans le film Moonwalker (1988)[11].
- Une version britannique « pop-up »[12] du single Leave Me Alone a été commercialisé.
- Il existe par ailleurs une rare version britannique « picture disc »[13] de l'album Bad avec la photo du single de Leave Me Alone dessus. Cette version est aujourd'hui très recherchée par les collectionneurs avec un prix pouvant dépasser les 700 euros[14].
- Epic Records décide de ne pas commercialiser les cinq remixes de la chanson réalisés par Bruce Swedien. Quelques rares disques acétates (disques-épreuves), échappés des studios de Bernie Grundman, circulent néanmoins[15].
- Dans la version PC du jeu Grand Theft Auto: Vice City, un des codes qui permet de baisser l'indice de recherche est le titre de la chanson.